# 国庆日

显示各国国庆日原因的地图

国庆节或国庆日（英語：National Day）是由一个国家或地区官方制定的用来庆祝并纪念国家（national）的国家地位或国家（state）本身的法定假日。它们通常是这个国家的建立、独立、革命、签署宪法、元首诞辰或其他有重大紀念意义的周年纪念日；也有些是这个国家守护神的“圣人节”。虽然绝大部分国家都有类似的纪念日，但是由于复杂的政治关系，部分国家的这一节日不能夠称为国庆日，譬如英國的君王壽辰。

## 词源
中文“国庆”一词，本指国家喜庆之事，最早见于西晋。西晋的文学家陆机在《五等诸侯论》一文中就曾有“国庆独飨其利，主忧莫与其害”的记载。中国古代国家喜庆的大事，莫大过于帝王的登基、诞辰（明清两朝称皇帝的生日为萬壽節）等。因而中国古代把皇帝即位、诞辰称为“国庆”。今天称国家建立的纪念日或独立日为国庆。

## 特别的国庆日
历史较为悠久的国家因为立國悠久，實際立國日期難以追溯，在国庆日的选定上存在一定困难，于是多选择一些相对易于判定的政治性日期，譬如英國的君王壽辰（名義上是英國君主的生日，實際上當今國王查爾斯三世之生辰為11月14日，只是政府指定六月的某個星期六，方便公眾放假）。
君主制国家也多会选择君主的生日作为国庆日。一个较为普遍的例子则是泰国，泰国卻克里第九代王朝之国庆日就是國王蒲美蓬·阿杜德的生日12月5日，所以这个日子会随着继任君主而改变。
大多数国家的国庆日是固定的公历日期，但也有些国家的国庆日的是变化的。例如，牙买加的国庆日是八月的第一个星期一。这因为它从英国独立的那天（1962年8月6日）就正好是八月的第一个星期一。另一种特殊的情况，如使用犹太历的以色列，它的国庆日在公历的5月。

## 国庆日列表

### 1月
| 日期    | 国家或地区                        |
| ------- | --------------------------------- |
| 1月1日  | 古巴、 苏丹、 海地                |
| 1月4日  | 緬甸                              |
| 1月26日 | （澳大利亞日）、 印度（共和国日） |

### 2月
| 日期    | 国家或地区           |
| ------- | -------------------- |
| 2月4日  | 斯里蘭卡             |
| 2月6日  | 新西兰               |
| 2月11日 | 日本（建國紀念之日） |
| 2月23日 |                      |
| 2月24日 | 爱沙尼亚             |
| 2月25日 | 科威特               |

### 3月
| 日期    | 国家或地区             |
| ------- | ---------------------- |
| 3月1日  | （三一节）             |
| 3月3日  | 保加利亚               |
| 3月17日 | 愛爾蘭                 |
| 3月23日 | 巴基斯坦（巴基斯坦日） |
| 3月25日 | 希腊                   |
| 3月26日 |                        |

### 4月
| 日期    | 国家或地区            |
| ------- | --------------------- |
| 4月4日  | 塞内加尔              |
| 4月17日 | 叙利亚                |
| 4月18日 | 辛巴威                |
| 4月27日 | 南非、 荷蘭（国王日） |

### 5月
| 日期             | 国家或地区                      |
| ---------------- | ------------------------------- |
| 5月14日至5月15日 | 巴拉圭                          |
| 5月17日          | 挪威（挪威憲法日）              |
| 5月20日          | 喀麦隆、 东帝汶                 |
| 5月22日          | 葉門（也门统一纪念日）          |
| 5月25日          | 阿根廷（五月革命纪念日）、 约旦 |
| 5月28日          | 亞美尼亞（共和国日）、          |
| 5月30日          |                                 |

### 6月
| 日期    | 国家或地区                  |
| ------- | --------------------------- |
| 6月2日  | 義大利                      |
| 6月5日  | 丹麦                        |
| 6月6日  | 瑞典                        |
| 6月10日 | 葡萄牙（葡萄牙日）          |
| 6月12日 | 俄羅斯（俄罗斯日）、 菲律賓 |
| 6月17日 | 冰島                        |
| 6月26日 | 马达加斯加                  |

### 7月
| 日期    | 国家或地区                                            |
| ------- | ----------------------------------------------------- |
| 7月1日  | 加拿大（加拿大日）、 香港（香港特別行政區成立紀念日） |
| 7月3日  | 白俄羅斯（首都明斯克的光复日）                        |
| 7月4日  | 美国（独立日）                                        |
| 7月5日  | 委內瑞拉、 阿尔及利亚                                 |
| 7月9日  | 阿根廷（独立日）、 南蘇丹                             |
| 7月14日 | 法國（巴士底日）                                      |
| 7月20日 | 哥伦比亚                                              |
| 7月21日 | 比利时                                                |
| 7月23日 | 埃及                                                  |
| 7月28日 | 秘魯                                                  |

### 8月
| 日期    | 国家或地区                  |
| ------- | --------------------------- |
| 8月1日  | 瑞士                        |
| 8月6日  | 玻利维亚                    |
| 8月7日  | （独立日）                  |
| 8月9日  | 新加坡                      |
| 8月14日 | 巴基斯坦（独立日）          |
| 8月15日 | 印度（独立日）、 （光复节） |
| 8月17日 | 印度尼西亞                  |
| 8月19日 | 阿富汗                      |
| 8月20日 | 匈牙利                      |
| 8月24日 | 乌克兰                      |
| 8月25日 | 乌拉圭                      |
| 8月31日 | 马来西亚（独立日）          |

### 9月
| 日期    | 国家或地区                      |
| ------- | ------------------------------- |
| 9月1日  | （獨立日）                      |
| 9月2日  | 越南                            |
| 9月7日  | 巴西                            |
| 9月9日  | （人民政權創建日）              |
| 9月15日 | 、 尼加拉瓜、 薩爾瓦多          |
| 9月16日 | 墨西哥、 马来西亚（马来西亚日） |
| 9月18日 | 智利                            |
| 9月21日 | 亞美尼亞（独立日）、            |
| 9月23日 | 沙烏地阿拉伯                    |
| 9月30日 |                                 |

### 10月
| 日期     | 国家或地区                               |
| -------- | ---------------------------------------- |
| 10月1日  | 中华人民共和国（国庆节）、 奈及利亞      |
| 10月3日  | 德国（德国统一日）、 （开天节）、 伊拉克 |
| 10月10日 | 中華民國（国庆日）                       |
| 10月12日 | 西班牙（西班牙国庆日）                   |
| 10月24日 | 尚比亞                                   |
| 10月26日 | 奥地利                                   |
| 10月27日 | （独立日）                               |
| 10月28日 | 捷克、希腊                               |
| 10月29日 | 土耳其                                   |

### 11月
| 日期     | 国家或地区    |
| -------- | ------------- |
| 11月3日  | 巴拿马        |
| 11月9日  | 柬埔寨        |
| 11月11日 | 波蘭、 安哥拉 |
| 11月18日 | 摩洛哥        |
| 11月22日 | 黎巴嫩        |
| 11月25日 |               |

### 12月
| 日期     | 国家或地区                       |
| -------- | -------------------------------- |
| 12月1日  | 羅馬尼亞                         |
| 12月2日  | 阿联酋、                         |
| 12月5日  | 泰國（泰王拉瑪九世生日）         |
| 12月6日  | 芬兰（独立日）                   |
| 12月9日  | 坦桑尼亚                         |
| 12月12日 |                                  |
| 12月16日 | （独立日）、 巴林                |
| 12月17日 | 不丹                             |
| 12月18日 |                                  |
| 12月20日 | 澳門（澳门特別行政區成立紀念日） |